# União São João
União São João Esporte Clube, sau pur și simplu União São João este un club de fotbal din Brazilia, cu sediul în Araras, parte din statul  São Paulo. Echipa concurează în Campeonato Paulista Division 2, al patrulea nivel al ligii de fotbal de stat din São Paulo.

## Istoria clubului
La 14 ianuarie 1981, clubul a fost fondat de Hermínio Ometto, care era proprietarul Usina São João (adică Moara Sfântului Ioan). Clubul a fost fondat în același loc din Usina São João, după ce s-a închis. Culorile União São João sunt alb și verde.
În 1987, União São João a câștigat Divizia Specială Campionatul Paulista, învingându-i pe cei de la São José în finală. Clubul a fost promovat la primul nivel al anului următor. În 1988, clubul a câștigat primul său campionat național. União São João a câștigat Campionatul Braziliei Série C, învingând în finală Esportivo Passense din Minas Gerais. Clubul a fost promovat în a doua divizie a anului următor.
În 1989, União São João a disputat pentru prima dată în Campionatul Braziliei Série B, terminând pe locul 29. În același an, clubul a jucat patru meciuri amicale în Japonia. Clubul a câștigat două meciuri și a remizat celelalte două.
Patru sezoane are la activ União São João în cea mai puternică ligă din fotbalul brazilian, Série A. Cea mai bună poziției în Série A a fost un loc 12 din 32 de echipe, în sezonul 1993. În 1996, clubul a câștigat al doilea campionat național, Campionatul Braziliei Série B, considerată liga a doua. În grupa finală cu patru echipe, União São João a terminat înaintea celor de la America de Natal, Náutico și Londrina.

## Curiozități
Imnul oficial al clubului a fost compus de Flávio Augusto și Carlos Rocha. Clubul este poreclit Ararinha, adică macaws, un soi de papagali. Mascota lui União São João este un papagal.

## Palmares
| Campionatele Naționale                                                | Regionale                                        |
| - Série B (1) : - Campioni : 1996. - Série C (1) : - Campioni : 1988. | - Campeonato Paulista 2 (1) : - Campioni : 1987. |